# 大阪府立化学工業専門学校 (旧制)
| 大阪府立化学工業専門学校 （化工専） | 大阪府立化学工業専門学校 （化工専）  |
| ----------------------------------- | ------------------------------------ |
| 創立                                | 1943年                               |
| 所在地                              | 大阪府堺市                           |
| 初代校長                            | 中野益利                             |
| 廃止                                | 1951年                               |
| 後身校                              | 大阪府立浪速大学 （現 大阪府立大学） |
| 同窓会                              | 大阪府立大学 工学部同窓会            |

大阪府立化学工業専門学校 （おおさかふりつかがくこうぎょうせんもんがっこう） は、1943年 （昭和18年） に設立された公立の旧制専門学校。大阪での略称は化工専。創立時の名称は大阪府立堺高等工業学校 （堺高工） 。

## 概要
第二次世界大戦下における工業技術者確保のために、国策に合わせて増設された高等工業学校の一つ。大阪府立堺高等工業学校創立時には、工業化学科・金属工業科の 2科を設置し、後に6科に増設した。
第二次世界大戦直後に大阪府立堺工業専門学校、さらに大阪府立化学工業専門学校へ改称された。新制大阪府立浪速大学工学部 （現 大阪府立大学工学部） の前身である。 
同窓会は 「大阪府立大学工学部同窓会」 と称し、新制大学卒業者と合同の会である （実際には、化工専出身者は各学科単位同窓会に参加している）。

## 沿革

### 堺高等工業学校時代
- 1943年3月18日： 専門学校令により大阪府立堺高等工業学校設立。
  - 既存の工業学校 （大阪府立堺工業学校、現大阪府立堺工科高等学校） に併設された。
- 1943年4月15日： 開校式・第1回入学式。
  - 本科 （修業年限3年） に工業化学科、金属工業科を設置。
- 1944年2月： 化学機械科、石油工業科 （燃料科） を設置。
- 1944年3月： 工業化学科を化学工業科と改称。
- 1945年4月： ゴム工業科を設置[1]。

### 堺工業専門学校・化学工業専門学校時代
- 1946年3月2日： 大阪府立堺工業専門学校と改称。
- 1946年3月30日： 大阪府立化学工業専門学校と改称。
  - 本科に化学工業科、金属工業科、化学機械科、燃料科、ゴム工業科、工業経営科 （新設） を設置。
- 1948年4月： 燃料科を化学工業科に合併。
- 1949年4月： 新制大阪府立浪速大学発足。
  - 化工専は官立大阪工専等と共に、工学部の母体となった。
  - 浪速大学の本部は、当初は旧化工専校舎に置かれた （1957年3月に中百舌鳥キャンパスに移転）。
- 1951年3月： 旧制大阪府立化学工業専門学校廃止。

## 校地
創立にあたって堺市耳原町 （現 堺市堺区大仙中町） の大阪府立堺工業学校 （現 大阪府立堺工科高等学校） に併設され、廃止まで同校地を使用した。この校地は、同じく新制大阪府立大学工学部の母体となった官立大阪工専も発足当初 （1939年-1940年） に使用していた。

## 歴代校長
- 中野益利
  - 大阪府立堺工業学校校長

## 関連書籍
- 作道好男・作道克彦（編）　『大学の歴史 : 大阪府立大学工学部』　教育文化出版教育科学研究所、1982年7月。